# Halina Rapacka
Halina Rapacka, właśc. Helena Felicja Rapacka (ur. 3 maja 1901 w Warszawie, zm. 21 stycznia 1979 w Londynie) – polska aktorka, scenarzystka i dramatopisarka.

## Życiorys

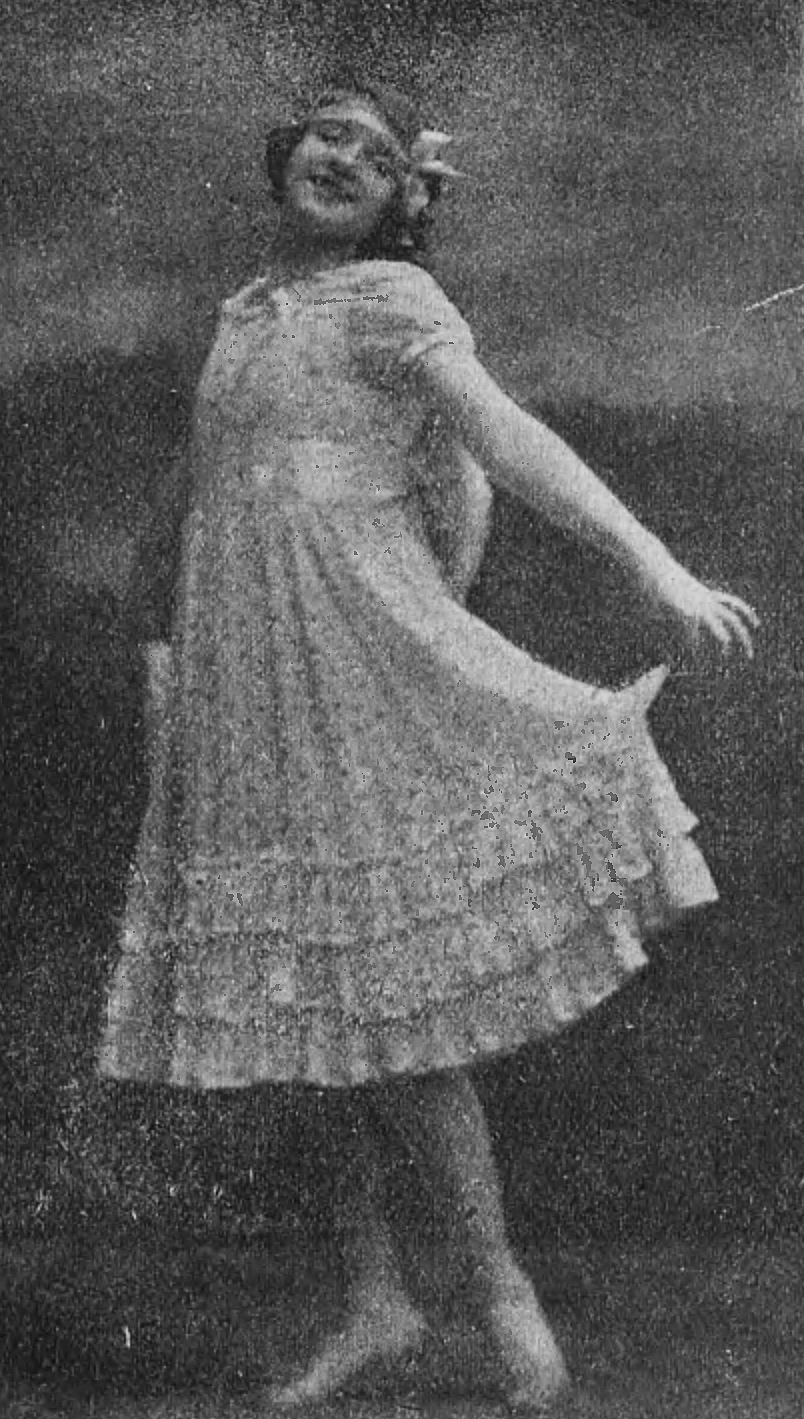
Halina Rapacka (ok. 1917)

Występy na scenie rozpoczęła jako piętnastolatka, od rodzinnej rewii (rodzice Wincenty Rapacki i Helena Zimajer byli popularnymi aktorami, babka Adolfina Zimajer zajmowała się impresariatem). Jej brat Adam był kompozytorem i śpiewakiem.
Od 1917 występowała w Warszawie w licznych teatrach: „Miraż” (1917 oraz 1919/20), „Nowości” (1926), „Mignon” (1926), „Eldorado” (1927), „Nietoperz” (1927), Teatrze Letnim (1928), „Qui Pro Quo” (1928/29), Operetce Reprezentacyjnej (1929), Operetce Warszawskiej (1930), „Ananas” (1930), „Morskim Oku” (1930), „Bagatela” (1931), „Nowy Ananas” (1931/32), „Znicz” (1933), „Bomba” (1933).
W latach 1921–1922 i 1923–25 grała w Teatrach Miejskich we Lwowie w operetkach. W maju 1931 występowała w Poznaniu w teatrze Metropolis, od lutego do kwietnia w Teatrze Miejskim w Łodzi.
Była popularną śpiewaczką i aktorką kabaretową. Do 1934 roku występowała na scenach polskich teatrów we Lwowie, Warszawie i Łodzi. Potem zajęła się pisaniem sztuk i współpracą przy tworzeniu scenariuszy filmowych. Tworzyła pod pseudonimem „Feliks”.
W czasie okupacji najpierw próbowała zająć się drobnym handlem, ale po utworzeniu przez Niemców tzw. teatrów jawnych (polskojęzyczne sceny, utrzymywane przez niemieckie władze okupacyjne, grające sztuki schlebiające niskim gustom) rozpoczęła pisać do nich materiały, m.in. utwory Czar kłamstwa, Moja panna żona i To nie ja – to ona!, wystawiane w latach 1942–1943. Pod pseudonimem „Mizantrop” pisywała felietony w gadzinowym „Nowym Kurierze”.
W 1942 wygrała ogłoszony przez wydział propagandy Generalnego Gubernatorstwa konkurs na sztukę antytyfusową nawiązujący do nazistowskiego plakatu propagandowego Żydzi, wszy, tyfus plamisty. Jej utwór pt. Kwarantanna był wystawiany przez Teatr Objazdowy na terenie całego Generalnego Gubernatorstwa. Sztuka miała antysemicki charakter: podkreślając rzekome upośledzenie tzw. niższej rasy, nakłaniała do wydawania władzom okupacyjnym ukrywających się Żydów. Według relacji Marii Kaniewskiej, Rapacka nie żywiła specjalnych uczuć patriotycznych, była pazerna i egocentryczna, co miało zdecydować, że nie tylko wzięła udział w konkursie, ale jako jedyna autentycznie starała się o nagrodę.
W 1944 wyjechała, bądź została wywieziona, na roboty do III Rzeszy. Po wojnie, po pobycie w Austrii, znalazła się w Wielkiej Brytanii i osiadła w Londynie. Działała w środowiskach emigracyjnych, nie zaprzestając pracy dramaturgicznej. Po wojnie zaocznie sądzona za współpracę z Niemcami w procesie z sierpnia 1949. Skazano ją na karę 10 lat więzienia.
W Londynie wyszła za mąż.

## Filmografia
- 1933 – 10% dla mnie
- 1929 – Policmajster Tagiejew

## Spektakle teatralne (wybór)
- 1917 – Rella–Relly, „Teatr Miraż”
- 1925 – Damski raj, „Mignon”
- 1927 – Nitouche, Teatr „Nietoperz”
- 1928 – Czy pani Marta jest grzechu warta?, Qui Pro Quo
- 1928 – Jubileusz Qui Pro Quo, Qui Pro Quo
- 1929 – Jedna jedyna noc, „Operetka reprezentacyjna”
- 1930 – Rozwód pierrota, „Warszawska operetka”
- 1930 – Bawmy się razem
- 1931 – Raj bez mężczyzn, „Nowy Ananas”